# Eusarca phasiariaria
Eusarca phasiariaria är en fjärilsart som beskrevs av Achille Guenée 1858. Eusarca phasiariaria ingår i släktet Eusarca och familjen mätare. Inga underarter finns listade i Catalogue of Life.